# 四等官
四等官（しとうかん、字音仮名遣：しとうくわん）または四等官制（ - せい）は、律令制において各官司の中核職員が4等級で構成されていたことを表す用語。もとは中国律令に現れ、律令制を支える精緻な官僚システムの基礎制度として機能した。日本も律令制開始と同時に四等官制を導入している。

## 概要
四等官制は、長官・次官・判官・主典の4等級から構成されており、令において、それぞれの分掌事務が定められている。

## 唐の四等官制
唐律令官制では、長官・通判官・判官・主典の4等級による組織体系がとられ、このほかに事務の点検を行う検勾官がおかれていた。この四等官と検勾官の名称は、特に中央官庁においては統一されておらず、官庁ごとに異なる名称が採用されていたものの、地方官庁ではある程度の統一がなされていた。
唐令では、各四等官の職掌が次の通り定められていた。最下級（第四等官）の主典は、資料作成・整理や文書作成などの雑務のみに従事し、政務判断に参与することはなかった。第三等官の判官から決裁権限（これを「判」という）を有することになるが、複数の判官が分担で決裁（分判）を行い、第二等官の通判官へ上げる。通判官は上がってきた案件を通しで決裁（通判）し、最終的に長官が惣じて決裁（惣判）を行うこととされていた。この長官・通判官・判官による決裁システムを三判制という。
また、長官・通判官・判官のいずれもが正式な官人である「流内官」だったのに対し、主典のほとんどは「流外官」（庶民が登用される雑吏）であり、九品官には含まれない正式な官人ではなかったのである。このように判官以上と主典との間には身分上の大きな断絶がもうけられていた。
唐の四等官表
唐代における主な官庁の四等官表。
| 官府   | 長官              | 通判官                        | 判官         | （検勾官）                                    | 主典               |
| ------ | ----------------- | ----------------------------- | ------------ | --------------------------------------------- | ------------------ |
| 尚書省 | （尚書令） (相国) | 左僕射（丞相） 右僕射（丞相） | 左丞 右丞    | 左司郎中・員外郎・都事 右司郎中・員外郎・都事 | 主事・令史・書令史 |
| 六部   | 尚書              | 侍郎                          | 郎中・員外郎 | 左司郎中・員外郎・都事 右司郎中・員外郎・都事 | 主事・令史・書令史 |
| 門下省 | 侍中              | 黄門侍郎                      | 給事中       | 録事                                          | 主事・令史・書令史 |
| 中書省 | 中書令            | 侍郎                          | 舎人         | 主書                                          | 主事・令史・書令史 |
| 御史台 | 御史大夫          | 中丞                          | 御史         | 主簿・録事                                    | 令史・書令史       |
| 衛     | 大将軍・将軍      | 長史                          | 〜曹参軍事   | 録事参軍事・録事                              | 府・史             |
| 都督府 | 都督              | 別駕・長史・司馬              | 〜曹参軍事   | 録事参軍事・録事                              | 府・史             |
| 州     | 刺史（・牧）      | 別駕・長史・司馬              | 〜曹参軍事   | 録事参軍事・録事                              | 佐・史             |
| 県     | 県令              | 県丞                          | 県尉         | 主簿・録事                                    | 佐・史             |

## 日本の四等官制
日本では、7世紀後半 - 8世紀初頭の時期に唐律令をもとにして律令制が始まると、四等官制も一緒に導入された。大宝令官員令（養老令では職員令）においては、長官（かみ）・次官（すけ）・判官（じょう）・主典（さかん）の四等官が定められ、官制の基礎となっている。なお、養老令職員令における各官司ごとの官職の排列は、まず四等官を掲げた後に品官を記載していると考えられている。唐と同じく、中央官庁においては様々な表記がとられている。
各四等官の職掌は、唐とは大きく異なっていた。唐四等官制の基本原理であった三判制は、日本には導入されていない。大宝令・養老令において、長官の職掌が各政務案件の「惣判」とされた点は唐と同様であったが、唐の第二等官（通判官）の職掌が各政務案件の「通判」だったのに対し、日本の第二等官である次官の職掌は「同長官」、すなわち長官に同じとされていたのである。第三等官である判官の職掌についても、唐永徽令では各政務案件の「分判」とされていたが、日本の令では「糺判」となっていた。第四等官である主典は、唐と同様、決裁権限を持たない雑務吏員として規定されていたが、長官の決裁を得るときは主典が口頭で文案を読み上げる（読申公文）こととされていた点に唐との違いがあった。
長官と次官の職掌が同じとされた背景には、位階制度が関係している。実際の政務を観察すると、長官・次官ともに五位以上であるとき、軽微な案件や通常の案件はほとんど次官が決裁して長官の関与は見られず、重要な案件のときに長官が決裁していた。さらにより重要な案件の場合は、長官が関与しないまま、次官から太政官へ政務案件が上程されていた。次官が六位以下であれば、基本的に長官がすべての案件を決裁した。原則として、最終決裁者が五位以上かどうかが決裁に当たっての指標となっていたのである。長官が六位相当である司の場合、軽微な案件であれば長官の正に監督権限があったものの、一定以上の重みを持つ案件になると五位以上の者に監督権限を代行してもらう場合もあった。
日本には唐と異なり流内官・流外官の区分はなく、最下級の主典も官人として位階が付与されていた。しかし、8世紀から9世紀初頭にかけての事例を見ると、位子（六位～八位の者の嫡子）と白丁（無位の者）のほとんどが舎人・史生・主典どまりで、判官以上に昇進する者はごくまれだったのに対し、蔭子孫（三位以上の者の子孫、四位五位の者の子）は主典を経ずに判官以上へと昇っていた。このように、五位以上の家に生まれれば「判」権限を持つ判官以上、六位以下なら「判」権限を持たない主典以下という、出自による格差が厳然と存在していた。
それぞれの四等官はその表記にかかわらず、長官に相当するものは「かみ」、次官は「すけ」、判官は「じょう」、主典は「さかん」と読んだ。「かみ」は最上位を表し、「すけ」は補佐の意味、「じょう」は唐代に一部の官庁で三等官の呼称だった「丞」の借音、「さかん」は補佐官を意味する「佐官」にそれぞれ由来するといわれる。
日本の四等官表
養老令（官位令）による四等官表。
| 官司          | 官司                  | かみ 長官                  | すけ 次官          | じょう 判官                                      | さかん 主典                               |
| ------------- | --------------------- | -------------------------- | ------------------ | ------------------------------------------------ | ----------------------------------------- |
| 神祇官        | 神祇官                | 伯                         | 大副 少副          | 大祐 少祐                                        | 大史 少史                                 |
| 太政官        | 太政官                | （太政大臣） 左大臣 右大臣 | 大納言 中納言 参議 | 少納言 左大弁 左中弁 左少弁 右大弁 右中弁 右少弁 | 大外記 少外記 左大史 左少史 右大史 右少史 |
| 省            | 省                    | 卿                         | 大輔 少輔          | 大丞 少丞                                        | 大録 少録                                 |
| 職            | 職                    | 大夫                       | 亮                 | 大進 少進                                        | 大属 少属                                 |
| 寮            | 寮                    | 頭                         | 助                 | 允 大允 少允                                     | 属 大属 少属                              |
| 司            | 司                    | 正                         | -                  | 佑                                               | 令史 大令史 少令史                        |
| （内膳司）    | （内膳司）            | 奉膳                       | -                  | 典膳                                             | 令史                                      |
| 弾正台        | 弾正台                | 尹                         | 弼                 | 大忠 少忠                                        | 大疏 少疏                                 |
| 兵衛府 衛門府 | 兵衛府 衛門府         | 督                         | 佐                 | 大尉 少尉                                        | 大志 少志                                 |
| 大宰府        | 大宰府                | 帥                         | 大弐 少弐          | 大監 少監                                        | 大典 少典                                 |
| 国司          | 大国                  | 守                         | 介                 | 大掾 少掾                                        | 大目 少目                                 |
| 国司          | 上国                  | 守                         | 介                 | 掾                                               | 目                                        |
| 国司          | 中国                  | 守                         | -                  | 掾                                               | 目                                        |
| 国司          | 下国                  | 守                         | -                  | -                                                | 目                                        |
| 郡司          | 大郡 上郡 中郡        | 大領                       | 少領               | 主政                                             | 主帳                                      |
| 郡司          | 下郡                  | 大領                       | 少領               | -                                                | 主帳                                      |
| 郡司          | 小郡                  | 大領                       | -                  | -                                                | 主帳                                      |
| 軍団          | 軍団                  | 大毅                       | 少毅               | -                                                | 主帳                                      |
| 後宮 十二司   | 内侍司 蔵司 膳司 縫司 | 尚 -                       | 典 -               | 掌 -                                             | -                                         |
| 後宮 十二司   | 他8司                 | 尚 -                       | 典 -               | -                                                | -                                         |
| 東宮          | 春宮坊                | 大夫                       | 亮                 | 大進 少進                                        | 大属 少属                                 |
| 東宮          | 監                    | 正                         | -                  | 佑                                               | 令史                                      |
| 東宮          | 署                    | 首                         | -                  | -                                                | 令史                                      |
| 家令          | 一品                  | 家令                       | 扶                 | 大従 少従                                        | 大書吏 少書吏                             |
| 家令          | 二品                  | 家令                       | 扶                 | 従                                               | 大書吏 少書吏                             |
| 家令          | 三品 四品             | 家令                       | 扶                 | 従                                               | 書吏                                      |
| 家令          | 一位                  | 家令                       | 扶                 | 大従 少従                                        | 大書吏 少書吏                             |
| 家令          | 二位                  | 家令                       | -                  | 従                                               | 大書吏 少書吏                             |
| 家令          | 三位                  | 家令                       | -                  | -                                                | 書吏                                      |
| 令外官        | 近衛府                | 大将                       | 中将 少将          | 将監                                             | 将曹                                      |
| 令外官        | 検非違使              | 別当                       | 佐                 | 尉                                               | 志                                        |
| 令外官        | 勘解由使              | 長官                       | 次官               | 判官                                             | 主典                                      |
| 令外官        | 鎮守府                | 将軍                       | -                  | 軍監                                             | 軍曹                                      |

## 新羅の四等官制
新羅では「令」「卿」「大舎」「舎知」「史」となっており、役所によっては「舎知」は無い官庁もある。また役所によっては「卿」と「大舎」の間に「佐」が置かれているがこの場合は必ず「舎知」は無い。「令」が長官相当、「卿」が次官相当、「大舎」が通判官相当、「舎知」が判官相当、「史」が主典相当と推定されるものの、資料の不足により詳細は不明である。

## その他
明治維新の当初、官制全体が復古的な志向のもとで編成され、律令制下と同名の官職が置かれた。新たに設けられた官庁の職制も四等官に倣ったものであったが、名称等は必ずしも旧来の原則に当てはまるものではなかった。
一例をあげると、1868年6月11日（慶応4年（明治元年）閏4月21日）の政体書では官職名については律令には見られないものを用いているものの、七官に置いた官職の職掌については知官事は総判、副知官事は知官事に同じ、判官事は糺判とするなど四等官の職掌に倣ったものであった 。
1869年8月15日（明治2年7月8日）の職員令では官職名についても律令に見られるものを用いるようになり、各省に置いた官職の職掌についても卿は総判、大輔・少輔は卿に同じ、大丞・権大丞・少丞・権少丞は糺判、大録・権大録・少録・権少録は文案を勘署し稽失を検出するとするなど四等官の職掌に倣ったものであった。
職員令に加えて、1870年10月12日（明治3年9月18日）に太政官の沙汰により海陸軍に設けられた「将・佐・尉・曹」（海陸軍大将から海陸軍少尉まで並びに陸軍曹長及び陸軍權曹長の11等級）は律令制下の武官にはみられない序列である  。ただ、これらは明治6年5月8日太政官布達第154号による陸海軍武官官等表改定で軍人の階級呼称として引き続き用いられ 、西欧近代軍の階級呼称を和訳する際にも当てはめられた 。今日の自衛隊の階級呼称に四等官の名称の名残を感じさせるのは以上の経緯による。